# Fédération de Suisse de Bandy
La fédération de Suisse de bandy est l'organisation faitière du bandy en Suisse.

## Siège
Elle a son siège à Lausanne.

## Histoire
Cette fédération a été créée en 2006 et est devenue membre de la Fédération internationale de bandy la même année.